# Албион (Индиана)
Албион (англ. Albion) — город и административный центр округа Нобл в штате Индиана в Соединённых Штатах Америки.
Согласно данным переписи населения США 2020 года число жителей города 
составляло 2222 человека, что, для такого небольшого населённого пункта, существенно меньше, чем было во время предыдущей переписи проводившейся в 2010 году (2349 человек).

## История
Альбион был основан в 1846 году и назван в честь одноимённого села в штате Нью-Йорк. 
Почтовое отделение работает в Альбионе с 1847 года. Альбион получил статус города в 1874 году.
Несколько архитектурных объектов города включены в Национальный реестр исторических мест США.

## География
Согласно данным Бюро переписи населения США, общая площадь Альбиона составляет 1,91 квадратных мили (4,95 км2), вся территория представляет собой сушу.